# Jasmin Krohn
Jasmin Annika Krohn (* 22. November 1966 in Göteborg) ist eine ehemalige schwedische Eisschnellläuferin.

## Werdegang
Krohn, die für den IFK Göteborg startete, wurde dreimal schwedische Juniorenmeisterin im Mini-Mehrkampf (1982, 1984, 1985) und jeweils sechsmal schwedische Meisterin im Kleinen Vierkampf (1988–1993), 1500 m (1989–1994) sowie über 3000 m (1989–1994), jeweils fünfmal über 1000 m (1989–1993) sowie 5000 m (1989–1992, 1994), viermal über 500 m (1990–1993) sowie zweimal im Sprint-Mehrkampf (1988, 1993). Zudem errang sie bei schwedischen Meisterschaften zweimal den dritten und sechsmal den zweiten Platz. International trat sie erstmals bei den Juniorenweltmeisterschaften 1981 in Elverum in Erscheinung, wobei sie den 26. Platz im Mini-Mehrkampf errang. Bei den Juniorenweltmeisterschaften 1982 in Innsbruck kam sie auf den 24. Platz und bei den Juniorenweltmeisterschaften 1983 in Sarajevo auf den 20. Rang. Zudem lief sie bei der Sprintweltmeisterschaft 1983 in Helsinki auf den 31. Platz: In den folgenden Jahren wurde sie bei den Juniorenweltmeisterschaften 1984 in Assen Fünfte, sowie bei den Juniorenweltmeisterschaften 1985 in Røros Sechste im Mini-Mehrkampf und errang bei der Sprintweltmeisterschaft 1987 in Québec den 29. Platz. Sie nahm an acht Mehrkampfweltmeisterschaften (1984 in Deventer, 1985 in Sarajevo, 1987 in West Allis, 1989 in Lake Placid, 1990 in Calgary, 1991 in Hamar, 1992 in Heerenveen und 1993 in Berlin) teil. Ihre beste Platzierung dabei war im Jahr 1992 in Heerenveen der 13. Platz im Kleinen Vierkampf. Zudem startete sie bei neun Mehrkampfeuropameisterschaften (1984 in Almaty, 1985 in Groningen, 1987 in Groningen, 1988 in Kongsberg, 1989 in Berlin, 1990 in Heerenveen, 1992 in Heerenveen, 1993 in Heerenveen und 1994 in Hamar). Dabei erreichte sie im Jahr 1988 in Kongsberg mit dem achten Platz im Kleinen Vierkampf ihr bestes Ergebnis.
Ihr Debüt im Eisschnelllauf-Weltcup hatte Krohn im November 1986 in Heerenveen, wobei sie den 18. Platz über 3000 m und den 16. Platz über 1500 m errang. In der Saison 1987/88 wurde sie mit sechs Top-Zehn-Platzierungen Siebte im Weltcup über 3000/5000 m und belegte bei den Olympischen Winterspielen 1988 in Calgary den 28. Platz über 500 m, den zehnten Rang über 3000 m sowie den achten Platz über 5000 m. In der Saison 1991/92 erreichte sie in Warschau mit dem vierten Platz über 1500 m sowie 3000 m ihre beste Platzierung im Weltcup und kam zum Saisonende mit sieben Top-Zehn-Platzierungen auf den achten Platz im Weltcup über 1500 m sowie auf den sechsten Rang im Weltcup über 3000/5000 m. Beim Saisonhöhepunkt, den Olympischen Winterspielen 1992 in Albertville, belegte sie den 13. Platz über 1500 m und jeweils den 11. Rang über 3000 m sowie 5000 m. In der folgenden Saison lief sie über 3000 m im Weltcup zweimal unter die ersten Zehn und errang damit den zehnten Platz im Weltcup über 3000/5000 m. In der Saison 1993/94 absolvierte sie in Innsbruck ihren letzten Weltcup und erreichte dabei den 18. Platz über 1500 m. International startete sie bei den Olympischen Winterspielen 1994 in Lillehammer letztmals bei einem internationalen Wettbewerb, wobei sie den 20. Platz über 3000 m errang.

## Erfolge

### Olympische Spiele
- 1988 Calgary: 8. Platz 5000 m, 10. Platz 3000 m, 28. Platz 500 m
- 1992 Albertville: 11. Platz 3000 m, 11. Platz 5000 m, 13. Platz 1500 m
- 1994 Lillehammer: 20. Platz 3000 m

### Mehrkampf-Weltmeisterschaften
- 1984 Deventer: 26. Platz Kleiner Vierkampf
- 1985 Sarajevo: 15. Platz Kleiner Vierkampf
- 1987 West Allis: 15. Platz Kleiner Vierkampf
- 1989 Lake Placid: 27. Platz Kleiner Vierkampf
- 1990 Calgary: DSQ Kleiner Vierkampf
- 1991 Hamar: 25. Platz Kleiner Vierkampf
- 1992 Heerenveen: 13. Platz Kleiner Vierkampf
- 1993 Berlin: 28. Platz Kleiner Vierkampf

### Sprint-Weltmeisterschaften
- 1983 Helsinki: 31. Platz Sprint-Mehrkampf
- 1987 Québec: 29. Platz Sprint-Mehrkampf

### Mehrkampf-Europameisterschaften
- 1984 Almaty: 21. Platz Kleiner Vierkampf
- 1985 Groningen: 21. Platz Kleiner Vierkampf
- 1987 Groningen: DSQ Kleiner Vierkampf
- 1988 Kongsberg: 8. Platz Kleiner Vierkampf
- 1989 Berlin: 20. Platz Kleiner Vierkampf
- 1990 Heerenveen: 11. Platz Kleiner Vierkampf
- 1992 Heerenveen: 12. Platz Kleiner Vierkampf
- 1993 Heerenveen: 9. Platz Kleiner Vierkampf
- 1994 Hamar: 17. Platz Kleiner Vierkampf

## Persönliche Bestleistungen
| Disziplin | Zeit        | Datum            | Ort        |
| --------- | ----------- | ---------------- | ---------- |
| 500 m     | 42,75 s     | 10. Februar 1990 | Calgary    |
| 1000 m    | 1:25,03 min | 10. Januar 1988  | Davos      |
| 1500 m    | 2:08,44 min | 14. März 1993    | Heerenveen |
| 3000 m    | 4:25,06 min | 13. Februar 1988 | Calgary    |
| 5000 m    | 7:36,56 min | 13. Februar 1988 | Calgary    |